# 蒙特克馬多

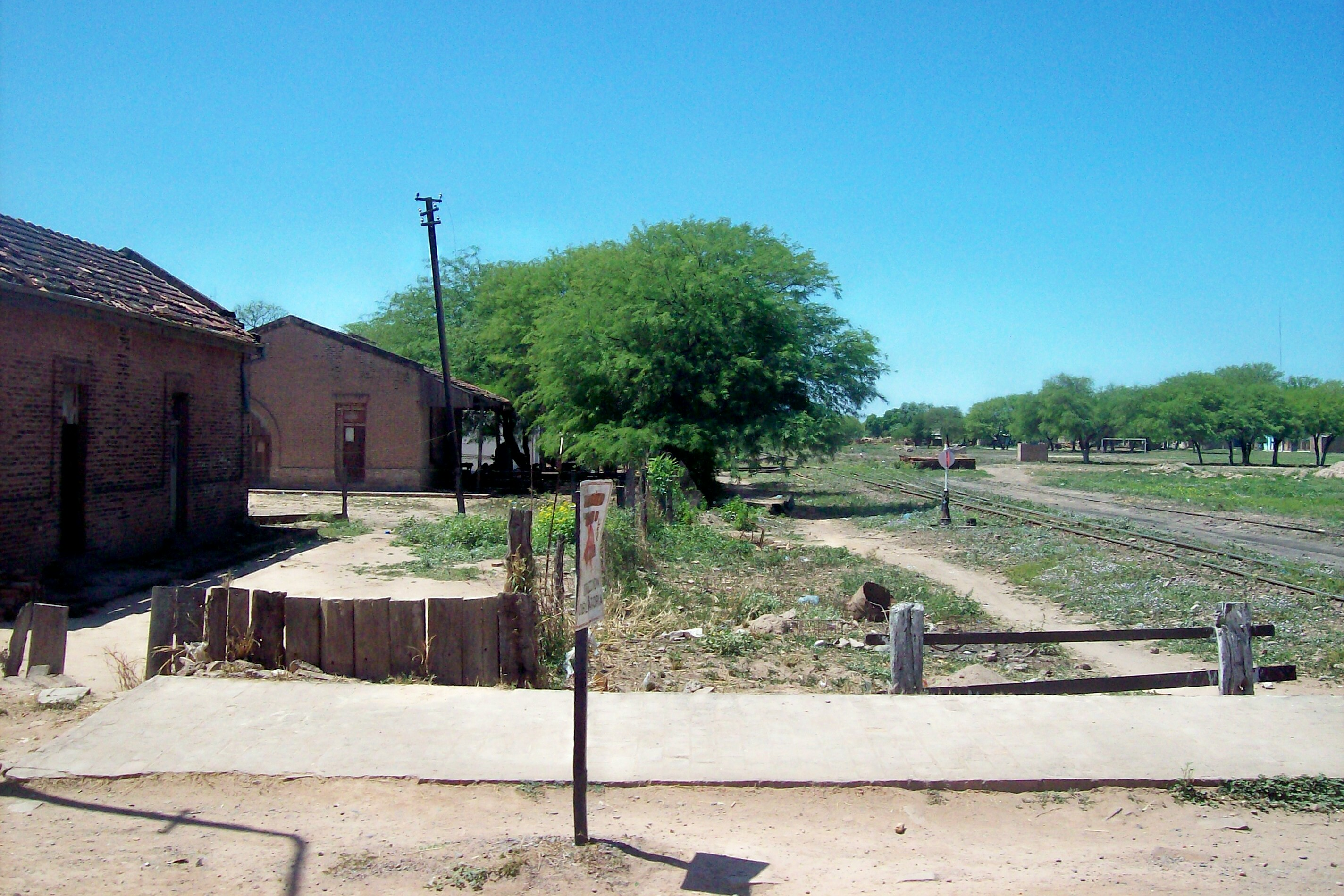
蒙特克馬多

蒙特克馬多（西班牙語：Monte Quemado），是阿根廷的城鎮，位於該國北部聖地亞哥-德爾埃斯特羅省，是科波縣的首府，始建於1931年10月5日，海拔高度203米，2010年人口12,543。